# Johann Baptist Homann
Johann Baptist Homann, nemški geograf in kartograf, * 20. marec 1664, Oberkammlach, danes del Kammlacha, Nemčija, † 1. julij 1724, Nürnberg, Nemčija.
Homann je bil cesarski kartograf Svetega rimskega cesarstva nemške narodnosti.